# حاجي أباد موسويان (قهاب رستاق)
حاجي أباد موسویان (بالفارسية: حاجی‌آباد موسویان) هي مستوطنة تقع في إيران في قسم قهاب رستاق الريفي.